# راسوی پاتاگونیا
راسوی پاتاگونیا (نام علمی: Lyncodon patagonicus) نام یک گونه از تیره راسویان است.